# Angelo Zanotti
Angelo Zanotti (Gorno, 29 aprile 1967) è un ex atleta paralimpico e sciatore alpino italiano non vedente.

## Biografia
Divenuto cieco nell'adolescenza, si è dedicato inizialmente all'atletica leggera, giungendo a partecipare alle Paralimpiadi di Seul nel 1988 e alle seguenti Paralimpiadi di Barcellona, nel 1992. Ha concorso nel salto in alto (categoria B1), disciplina che dopo il 1988 non è stata più proposta. In questa e nelle altre specialità in cui si è cimentato non ha ottenuto medaglie, ma solo piazzamenti, alcuni lusinghieri.
Il passaggio agli sport invernali è stato contrassegnato dalla conquista di quattro finali nello sci alpino (a Nagano in Giappone nel 1998), due delle quali coronate dalla medaglia d'oro. Per questa impresa, Zanotti è stato insignito del Collare d'oro al Merito Sportivo nello stesso anno.
Angelo Zanotti ha continuato a praticare sport e ad amare le sfide. Si è dedicato al paraciclismo, affrontando in tandem percorsi in salita, con la guida di un amico. È stato anche campione assoluto nella Paracycling Italian Tour, che comprende tutte le categorie del paraciclismo. È stato definito un campione polivalente. Di professione fa il massofisioterapista e ha uno studio fisioterapico.

## Palmarès

### Atletica leggera
| Anno | Manifestazione     | Sede       | Evento            | Risultato | Prestazione | Note |
| ---- | ------------------ | ---------- | ----------------- | --------- | ----------- | ---- |
| 1988 | Giochi paralimpici | Seul       | Salto in alto B1  | 5º        | 1,40 m      |      |
| 1988 | Giochi paralimpici | Seul       | Salto in lungo B1 | 7º        | 5,80 m      |      |
| 1988 | Giochi paralimpici | Seul       | Pentathlon B1     | 6º        | 1 974 p.    |      |
| 1992 | Giochi paralimpici | Barcellona | 1500 m piani B1   | 8º        | 4'31"06     |      |
| 1992 | Giochi paralimpici | Barcellona | Pentathlon B1     | 4º        | 2 136 p.    |      |

### Sport invernali
- Giochi paralimpici - 1998 -  Nagano
  -  Oro nel Supergigante B1-3;
  -  Oro nello Slalom gigante B1-3;

## Onorificenze
- Quattro volte Medaglia al Valore atletico, conferita dal CONI.[4]